# Hote jezik
Hote jezik (ISO 639-3: hot; ho’tei, hotec, malei), austronezijski jezik iz Papue Nove Gvineje kojim govori oko 2 240 ljudi (2000 census) u provinciji Morobe, distrikt Lae, uz rijeku Francisco.
Leksički mu je blizak yamap [ymp] 70%, s kojim pripada Hote-Buanškoj podskupini hote. Ima dva dijalekta hote i misim (musim, ombalei). 

## Vanjske poveznice
- Ethnologue (14th)
- Ethnologue (15th)